# Convention relative aux droits de l'enfant
Pour les articles homonymes, voir CIDE.
- Partie à la Convention
- Signé mais pas ratifié
- Non-signataire

Lire en ligne

lire en français sur le site de Wikisource

Déclaration des droits de l'enfant
La Convention internationale des droits de l'enfant (CIDE), ou Convention relative aux droits de l'enfant, est un traité international adopté par l’Assemblée générale de l'Organisation des Nations unies, le 20 novembre 1989 dans le but de reconnaître et protéger les droits spécifiques des enfants. Élargissant aux enfants le concept de droits de l'homme tel que prévu par la Déclaration universelle des droits de l'homme, elle introduit le concept d'intérêt supérieur de l'enfant, principe général d'interprétation juridique relevant  du droit international privé et consacrant le passage de l'enfant d'objet de droit à sujet de droit. La CIDE est aussi appelée Convention relative aux droits de l'enfant.
Elle constitue l'aboutissement d'un long processus international engagé en 1923 par l'Union internationale de secours aux enfants (en), qui adopte la déclaration de Genève ensuite adoptée en 1924 par la Société des Nations. C'est en 1959, onze ans après l'adoption de la Déclaration universelle des droits de l'homme, que l'Assemblée générale des Nations unies adopte la première Déclaration des droits de l'enfant, qui donnera lieu, trente ans plus tard en 1989, au texte actuel rédigé à l'initiative de la Pologne dès 1978 sur le fondement des idées du Dr Janusz Korczak, pédiatre polonais.
Elle se complète de protocoles facultatifs que les États parties à la convention sont libres de ratifier, ou non. Le suivi régulier de l'application de la convention et des protocoles facultatifs est assuré par le Comité des droits de l'enfant placé auprès du Haut-Commissariat des Nations unies aux droits de l'homme.
En l'honneur de cette Convention, est organisée tous les 20 novembre, la journée internationale des droits de l'enfant.

## Contenu
Il y est écrit que tout être humain âgé de moins de 18 ans est un enfant.

### Principes directeurs
Ainsi que l'indiquent les sources officielles des Nations unies,, la convention est construite sur plusieurs grands principes qui la structurent et énoncent les orientations générales détaillées dans ses différents articles :
- la non-discrimination (article 2) ;
- l'intérêt supérieur de l'enfant (article 3) ;
- le droit de vivre, survivre et se développer (article 6) ;
- le respect des opinions de l'enfant (article 12)[6].

### Intérêt supérieur de l'enfant
La convention introduit le concept novateur d'intérêt supérieur de l'enfant, qui consacre l'enfant comme « sujet de droit » quand celui-ci n'était, avant, que « objet de droit », bénéficiant seulement de ce qui était intéressant pour lui selon ceux qui en avaient la responsabilité. Les principes directeurs ci-dessus énumèrent les nouveaux droits désormais attachés à l'enfant, défini par la convention comme « tout être humain âgé de moins de dix-huit ans, sauf si la majorité est atteinte plus tôt, en vertu de la législation qui lui est applicable ».
Le juriste Jean Zermatten, qui préside le Comité des droits de l'enfant jusqu'en 2013, a produit en 2003 une analyse complète de ce concept qu'il qualifie lui-même « de contenu assez flou et de fonctions multiples », permettant par là même une très grande flexibilité dans la mise en œuvre de la convention. Il précise que l'intérêt supérieur de l'enfant « ne constitue pas un droit subjectif comme tel ; mais il institue un principe d’interprétation qui doit être utilisé dans toutes les formes d’interventions à l’égard des enfants et qui confère une garantie aux enfants que leur sort sera examiné conformément à ce principe d'interprétation ».
De façon générale, l'utilisation du concept appartient aux États et à leurs autorités pour prendre des décisions relatives aux enfants. La convention étend l'obligation de sa prise en compte aux institutions privées de la protection de l'enfance (aide sociale, ONG, etc.). Son utilisation dans les situations domestiques (internes aux familles) reste sujet à débat en ceci que le législateur international n'a pas forcément souhaité interférer avec la sphère privée. Selon qu'on lise le texte dans sa version originale en anglais ou en français, les interprétations peuvent diverger sur ce point particulier.

### Enfants séparés de leurs parents
La convention prévoit des dispositions spécifiques pour les enfants séparés de leurs parents (articles 20 à 22) qui incombent aux États parties. Leur mise en œuvre s'analyse au regard de la situation de l'enfant par rapport à son « milieu familial » (article 20), ses « père et mère, parents et représentants légaux » (article 21) ou selon qu'il est « seul ou accompagné de ses père et mère ou de toute autre personne » (article 22).
La journée de discussion générale du Comité des droits de l'enfant tenue le 21 septembre 2007 lui a donné l'occasion de préciser que « lorsque l'on considère le milieu familial, la convention reflète les différentes structures familiales découlant de différents modèles culturels comme des relations familiales émergentes ».
En France, le président du tribunal pour enfants de Bobigny, Jean-Pierre Rosenczveig, estime que l’article 7 de la convention, qui veut que les États parties garantissent à tout enfant « le droit de connaître ses parents », peut être invoqué par les personnes soucieuses d'accéder à des informations sur leur père et/ou leur mère biologiques.

## Mise en œuvre

### Réserves des États
Les réserves sont autorisées à la seule condition qu'elles ne remettent pas en cause les objectifs du traité. 66 États, soit le tiers des signataires, ont ainsi émis des réserves ou des déclarations interprétatives sur le dispositif.
- Parmi les 193 États reconnus par l'ONU, seuls les États-Unis ne sont pas parties à ce traité : bien que signée sous la présidence de Bill Clinton, le Sénat n'a pas ratifié cette convention car elle interdit toute condamnation à la peine de mort à la suite d'un crime commis par un enfant de moins de 18 ans. Cette peine étant toujours aujourd'hui légale dans la Constitution de certains États américains (abolie par la Cour suprême dans son arrêt Roper v. Simmons de mars 2005), la ratification a été bloquée au Sénat américain (même si elle n'est appliquée qu'à sa majorité). De surcroît cette Convention interdit également la perpétuité réelle contre les personnes de moins de 18 ans, qui elle n'a pas été abolie par la Cour suprême contrairement à la peine de mort[réf. souhaitée].

- La situation politique et les conflits répétitifs en Somalie n'ont pas permis pendant longtemps la ratification de cette convention. Finalement, le 20 janvier 2015, le gouvernement somalien a entamé le processus de ratification qui a été officiellement entériné par l'ONU le 1er octobre 2015 [11],[12].

- La France a émis des réserves au regard de l'article 30 qui porte sur le droit des enfants des minorités linguistiques et culturelles (« Dans les États où il existe des minorités […] linguistiques [...], un enfant [...] appartenant à une de ces minorités ne peut être privé du droit d'avoir sa propre vie culturelle, [...] d'employer sa propre langue en commun avec les autres membres de son groupe. »). Elle considère notamment qu'il n'existe pas de minorités (ni culturelles, ni linguistiques) sur son territoire, et annule cet article en totalité sur le territoire de la République (y compris pour ce qui concerne les minorités religieuses et ethniques également mentionnées dans l'article 30 de la convention), en vertu de l'article 2 (qui ne porte que sur la langue française) de la Constitution (qui reconnaît pourtant l'existence de minorités culturelles ethniques dans les pays d'outre-mer avec des statuts juridiques spécifiques)[13]. Le Conseil économique et social des Nations unies a, en 2008, « recommandé » à la France de retirer cette réserve[14].

- Le Canada, bien qu'ayant signé et ratifié la convention, ne l'a pas encore totalement appliquée en droit interne, notamment en matière des droits de l'enfant dans les affaires criminelles, ce qui bloque l'application complète de la convention[réf. souhaitée].

### Protocoles facultatifs
Deux protocoles facultatifs ont été adoptés le 25 mai 2000 par l’Assemblée générale des Nations unies :
- Le Protocole facultatif à la Convention concernant l’implication d’enfants dans les conflits armés (OPAC)[16], entré en vigueur le 12 février 2002. Au 21 septembre 2017, il a été ratifié par 166 États et signé par 130.
- Le Protocole facultatif à la Convention concernant la vente d’enfants la prostitution des enfants et la pornographie mettant en scène des enfants (OPSC)[17], entré en vigueur le 18 janvier 2002. Au 21 septembre 2017, il a été ratifié par 173 États et signé par 123.

- Un troisième protocole facultatif, « établissant une procédure de présentation de communications » (plaintes pour des violations de droits de l’enfant), a été adopté par l'Assemblée générale des Nations unies le 19 décembre 2011[18]. Dix pays devaient le ratifier pour qu'il puisse entrer en vigueur dans les pays qui l'ont ratifié. Le 14 janvier 2014, avec la ratification de l'État du Costa Rica[19], le protocole peut entrer en vigueur le 1er avril 2014. Les neuf autres pays qui ont permis à ce projet de se concrétiser sont : Albanie, Allemagne, Bolivie[20], Espagne, Gabon, Monténégro, Portugal, Slovaquie, Thaïlande. Les enfants, maltraités ou lésés dans leurs droits vont pouvoir de ce fait, eux-mêmes ou leurs représentants, déposer des plaintes auprès du Comité des droits de l'enfant, et ceci de manière individuelle ou en groupe, après néanmoins avoir épuisé toutes les voies de recours juridiques dans leur propre pays. Toutefois, seuls les enfants dont les gouvernements ont ratifié le protocole facultatif établissant une procédure de communications peuvent déposer une plainte au Comité des droits de l'enfant, constitué de 18 experts indépendants[21].

### Suivi

#### En France
La France a présenté lors de la 46e session du Comité des droits de l'enfant (17 septembre 2007 au 5 octobre 2007) ses rapports concernant l'application en France de ces deux protocoles facultatifs : Protocole OPSC et Protocole OPAC. Les observations du Comité de Genève concernant l'application par la France de ces deux protocoles facultatifs sont disponibles en français.
La France a remis en septembre 2007 ses 3e et 4e rapports périodiques et ses annexes concernant l'application de l'ensemble de la Convention internationale des droits de l'enfant en vue de la prochaine audition qui a eu lieu lors de la 50e session du Comité des droits de l'enfant (janvier-février 2009). Des recommandations sont faites à la France en termes de mise en réseau des différents acteurs, afin de mieux évaluer les problèmes et de pouvoir élaborer des politiques publiques durables en faveur de l’enfance et de l’adolescence .
Toutes les ONG qui le souhaitent peuvent présenter des rapports alternatifs à ce rapport officiel. Un guide spécialement rédigé à leur attention a été élaboré par le Groupe des ONG pour la Convention relative aux droits de l'enfant.

## Critiques
Le fait de conférer à l'enfant des droits attachés à sa personne a fait l'objet de critiques. Lors de son intervention au colloque sur « les droits de l'enfant », qui a lieu en novembre 1990 à Amiens, en France, le philosophe Alain Finkielkraut émet une vive critique du texte construite autour de l'idée selon laquelle, selon lui, la société entière serait privée de maturité et sombrerait dans l'infantilisme, notamment illustré par la convention
Pour Philippe Meirieu, ces critiques « renvoient toutes au même présupposé : le seul véritable droit de l’enfant est le droit d’être éduqué, à recevoir une éducation que seuls les adultes éduqués eux-mêmes, peuvent lui donner », présupposé qui est en opposition avec le principe des droits attachés à la personne de l'enfant.